# (28700) Balachandar
(28700) Balachandar est un astéroïde de la ceinture principale d'astéroïdes.

## Description
(28700) Balachandar est un astéroïde de la ceinture principale d'astéroïdes. Il fut découvert le 4 avril 2000 à Socorro (Nouveau-Mexique) par le projet LINEAR. Il présente une orbite caractérisée par un demi-grand axe de 2,30 UA, une excentricité de 0,13 et une inclinaison de 6,1° par rapport à l'écliptique.

## Compléments